# Ijeoma Uchegbu
  Ijeoma Uchegbu    (Londres, 16 d'agost de 1960) és una especialista anglonigeriana en nanotecnologia farmacèutica i professora de farmàcia al University College de Londres, on va ocupar el càrrec de vicerectora per a l'Àfrica i l'Orient Mitjà.
És la directora científica de Nanomerics, una empresa farmacèutica de nanotecnologia especialitzada en solucions d'administració de fàrmacs, àcids nucleics i pèptids poc solubles en aigua. També és directora de Wellcome, una organització benèfica de recerca biomèdica. A més de la seva recerca científica sovint citada en nanociència farmacèutica, Uchegbu també és coneguda per la seva la participació pública en defensa de la igualtat i la diversitat en ciència, tecnologia, enginyeria i matemàtiques (STEM). El desembre de 2023 es va anunciar que es convertiria en presidenta del Wolfson College de Cambridge a l'octubre de 2024.

## Biografia
Ijeoma Uchegbu va créixer a cavall entre el districte londinenc de Hackney i el sud-est de Nigèria. Va estudiar farmàcia a la Universitat de Benín, on es va graduar el 1981, i va fer un màster a la Universitat de Lagos, tot i que no va poder acabar el doctorat a Nigèria a la dècada del 1980 a causa de la manca d'infraestructures. Per aquest motiu, va traslladar-se a Europa després d'haver emigrat 17 anys abans d'Anglaterra a Nigèria.
Va tornar-hi com a estudiant sénior amb tres fills petits, va completar els seus estudis de postgrau a la Universitat de Londres i va doctorar-se el 1997. Va ser professora a la Universitat de Strathclyde del 2002 al 2004.

## Recerca
Uchegbu va ser nomenada catedràtica d'administració de fàrmacs a la Universitat de Strathclyde el 2002, on va treballar en l'autoacoblament de polímers, identificant materials que poguessin formar nanosistemes productius estables i va demostrar que la massa molecular del polímer es podia utilitzar per a controlar la mida de les vesícules.
Es va incorporar al University College de Londres el 2006 com a catedràtica de nanociència farmacèutica a la facultat de farmàcia. Uchegbu dirigeix un grup de recerca que investiga el disseny molecular i la dosificació de productes farmacèutics. Ha dissenyat polímers que s'autoassemblen en nanopartícules amb les propietats adequades per a transportar fàrmacs. Explora com es poden utilitzar les nanopartícules per a l'administració de fàrmacs i té diverses patents per a l'administració de fàrmacs i polímers biocompatibles. Els seus productes farmacèutics lliuren gens i ARN d'interferència petit als tumors i pèptids al cervell, a més de fomentar l'absorció de fàrmacs hidrofòbics mitjançant nanopartícules. També explora com es pot utilitzar la nanomedicina per a tractar tumors cerebrals.
El 2018 va formar part d'una beca de 5,7 milions de lliures de l'Engineering and Physical Sciences Research Council, Raman Nano theranostics, que utilitzava nanopartícules d'or per a identificar malalties i destruir cèl·lules malaltes. També treballa amb nanopartícules magnètiques.
El 2010, Uchegbu i Andreas Schätzlein van fundar Nanomerics, una empresa farmacèutica que utilitza plataformes nanotecnològiques per a desenvolupar medicaments. Uchegbu és la directora científica de Nanomerics, on desenvolupa estructures que poden transportar anticossos que poden creuar la barrera hematoencefàlica. Nanomerics desenvolupa nanopartícules de tecnologia d'embolcall molecular a partir de polímers amfifílics que s'autoassemblen. Uchegbu va guanyar el premi de Tecnologies Emergents de la Royal Society of Chemistry per la seva tecnologia d'embolcall molecular el 2017.
Uchegbu forma part del consell editorial del Journal of Controlled Release, ha estat secretària científica de la Controlled Release Society i és editora en cap de Pharmaceutical Nanotechnology. Va participar en les celebracions del setantè aniversari del Servei Nacional de Salut a la University College de Londres. El 2007 va ser escollida per a l'exposició fotogràfica «Women of Outstanding Achievement in SET», que es va exhibir al Science Museum i al Museu Britànic.